# Verlagsanstalt Handwerk
Die Verlagsanstalt Handwerk GmbH (VH) ist ein auf Wirtschaftsliteratur, Aus- und Weiterbildungspublikationen sowie digitale Inhalte spezialisiertes Medienunternehmen für das Handwerk und den Mittelstand. Gegründet im Jahr 1926, bietet die VH ein breites Portfolio, das Handwerksunternehmen und deren Mitarbeitende in der Aus- und Weiterbildung sowie bei aktuellen Branchenthemen unterstützt. Das Ziel der VH ist es, Handwerksbetriebe durch praxisorientierte und didaktisch aufbereitete Informationen in allen Phasen der beruflichen Entwicklung zu begleiten. Ein Team aus Fachjournalisten, Medienexperten und Social-Media-Spezialisten stellt entsprechende Inhalte zur Verfügung.

## Geschichte
Die Verlagsanstalt Handwerk GmbH wurde am 21. Juni 1926 als „Verlagsanstalt des Westfälischen Handwerks“ von den Handwerkskammern Arnsberg, Bielefeld und Dortmund gegründet und hatte ihren Sitz in Dortmund. Ihr Hauptauftrag – „die Herstellung und der Vertrieb von Verlagswerken, Büchern und Formularen, die das Handwerk betreffen“ – nimmt die VH bis heute wahr. Das erste Ergebnis ihrer publizistischen Tätigkeiten war ein Handwerker-Adressbuch.
In der Weimarer Republik brachte die VH unter dem Namen „Handwerkszeitung“ ein Mitteilungsblatt für Handwerkskammern im östlichen Nordrhein-Westfalen heraus. Am 1. Januar 1933 erschien die erste Ausgabe der „Westdeutschen Handwerks- und Gewerbezeitung“, herausgegeben von den Kammern Arnsberg, Düsseldorf, Bielefeld und Dortmund. Während der 1930er Jahre wurde sie zur „Westdeutschen Handwerks-Zeitung“ umbenannt. 1939 firmierte das Unternehmen um zur „Verlagsanstalt des Westdeutschen Handwerks GmbH“.
Während des Zweiten Weltkriegs führte die behördliche Einschränkung des Papierverbrauchs zu erheblichen Beeinträchtigungen im Verlagswesen. 1943 musste die Handwerks-Zeitung eingestellt werden, die mit 23.000 Abonnenten ein wichtiges wirtschaftliches Standbein der VH darstellte.
1949 veröffentlichte die VH die erste Nachkriegs-Handwerkerzeitung als offizielles Organ der Handwerkskammern Arnsberg, Bielefeld, Detmold, Dortmund und Düsseldorf. Seitdem hat das „Deutsche Handwerksblatt“ mehrere Namensänderungen erfahren und ist mittlerweile das offizielle Organ von 17 Handwerkskammern mit einer Gesamtauflage von über 340.000 Exemplaren.
Nach der Umbenennung zur „Verlagsanstalt Handwerk GmbH“ im Jahr 1971 und dem Umzug nach Düsseldorf 1980 erweiterte die VH kontinuierlich ihr Angebot an Fachpublikationen, darunter „Kunst und Handwerk“ und die deutsch-amerikanische Ausgabe „Neues Glas“. Heute fokussiert sich die VH verstärkt auf innovative Kommunikations- und Bildungsmedien.

## Aktuelles Portfolio
- Deutsches Handwerksblatt: Das auflagenstärkste Wirtschaftsmagazin in Deutschland und offizielles Organ von 17 Handwerkskammern informiert über wirtschaftliche und politische Entwicklungen. Die digitale Plattform handwerksblatt.de bietet branchenspezifische Informationen und kostenlose Services wie den BerufsCheck.online oder AzubiTest.online.
- Weitere Fachmagazine: Die Magazine „Gebäudehülle.net“, „RTS Magazin Rollladen Tore Sonnenschutz inkl. Forum Wintergärten“ und das „LIFTjournal“ versorgen die Leserschaft mit branchenspezifischen Informationen. „GründerNavi“ richtet sich speziell an Existenzgründer und Jungunternehmer im Handwerk.
- Digithek.de: Die Plattform bietet digitale Formate wie „SUU:M“, das Handwerksbetriebe mit praxisnahen Informationen versorgt, sowie das Magazin „Artifex“, das handwerkliche Themen mit Kultur und Freizeit verknüpft.
- Bildungsmedien: Ob Print oder digital: „Sackmann – das Lehrbuch für die Meisterprüfung“ ist ein bewährtes Lehr- und Nachschlagewerk zur Vorbereitung auf die Meisterprüfung im Handwerk, mit integriertem, kostenfreien Lernportal sackmann-lernportal.de. Übungen (digital oder Print), digitale Lernkarten sowie digitale Lernboxen (Mathe, Rechnungswesen) runden das Lernangebot zu Teil III und IV der Meisterprüfung ab. Darüber hinaus bietet die VH Lehrgangsunterlagen zu den Fortbildungen „Gepr. Fachmann/Fachfrau für kaufmännische Betriebsführung (HwO)“, „Gepr. Kaufmännische/r Fachwirt/in (HwO)“ sowie „Gepr. Betriebswirt/in (HwO)“ an. Sämtliche Lehr- und Lernmittel sind unter vh-buchshop.de erhältlich.
- Social-Media und Event-Angebote: Unter der Dachmarke „Power People“ betreibt die VH verschiedene Formate, um das Handwerk stärker ins Rampenlicht zu rücken. Der Contest „Handwerks Miss & Mister“ würdigt Persönlichkeiten, die mit Leidenschaft für ihren Beruf eintreten. Die Social-Media-Formate „Handwerks Kochshow“ präsentieren Rezepte und praktische Tipps von Spitzenköchen, während die „Handwerks Macher:innen“ Einblicke in ihre handwerklichen Tätigkeiten und Fertigkeiten geben.

Durch dieses umfangreiche Portfolio deckt die VH die vielfältigen Anforderungen und Weiterbildungsbedarfe des Handwerks ab und bietet ein vielseitiges Medienangebot für potenzielle Bewerber, erfahrene Meister sowie Handwerksinstitutionen und kleine wie große Betriebe.